# 통옥수수

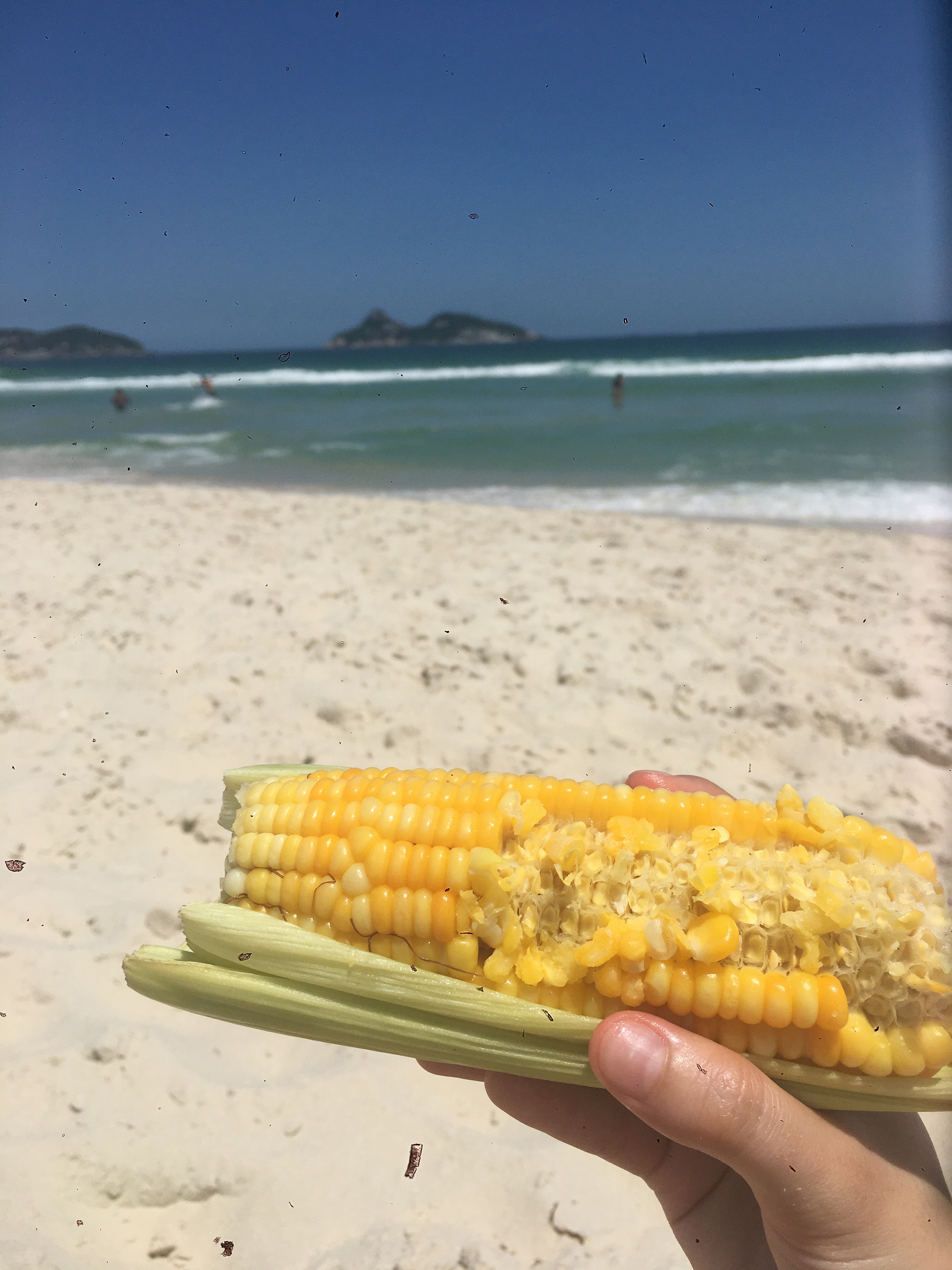
통옥수수

통옥수수는 옥수수알을 옥수숫대에서 분리하지 않은 옥수수 열매를 통째로 부르는 말이다. 옥수수의 낟알이 붙어 있는 대를 옥수수자루라고 부르기도 한다. 찰옥수수나 사탕옥수수 등을 찌거나 삶거나 굽는 등 여러 가지 방식으로 익혀서, 통째로 들고 옥수수알을 뜯어 먹는다. 옥수숫대에 꼬챙이를 꽂아 꼬치로 먹기도 한다. 영어권에서는 사탕옥수수를 익힌 것을 콘 온 더 코브(영어: corn on the cob)라 부르는데, "콘(corn)"은 미국 영어에서 "옥수수"를 뜻하는 말이며, "온(on)"은 위에 붙어 있는 것을 뜻하는 전치사, "더(the)"는 정관사이고, "코브(cob)"는 "옥수숫대"를 뜻하는 말이다. "옥수숫대에 붙은 옥수수"라는 뜻이다.

## 사진

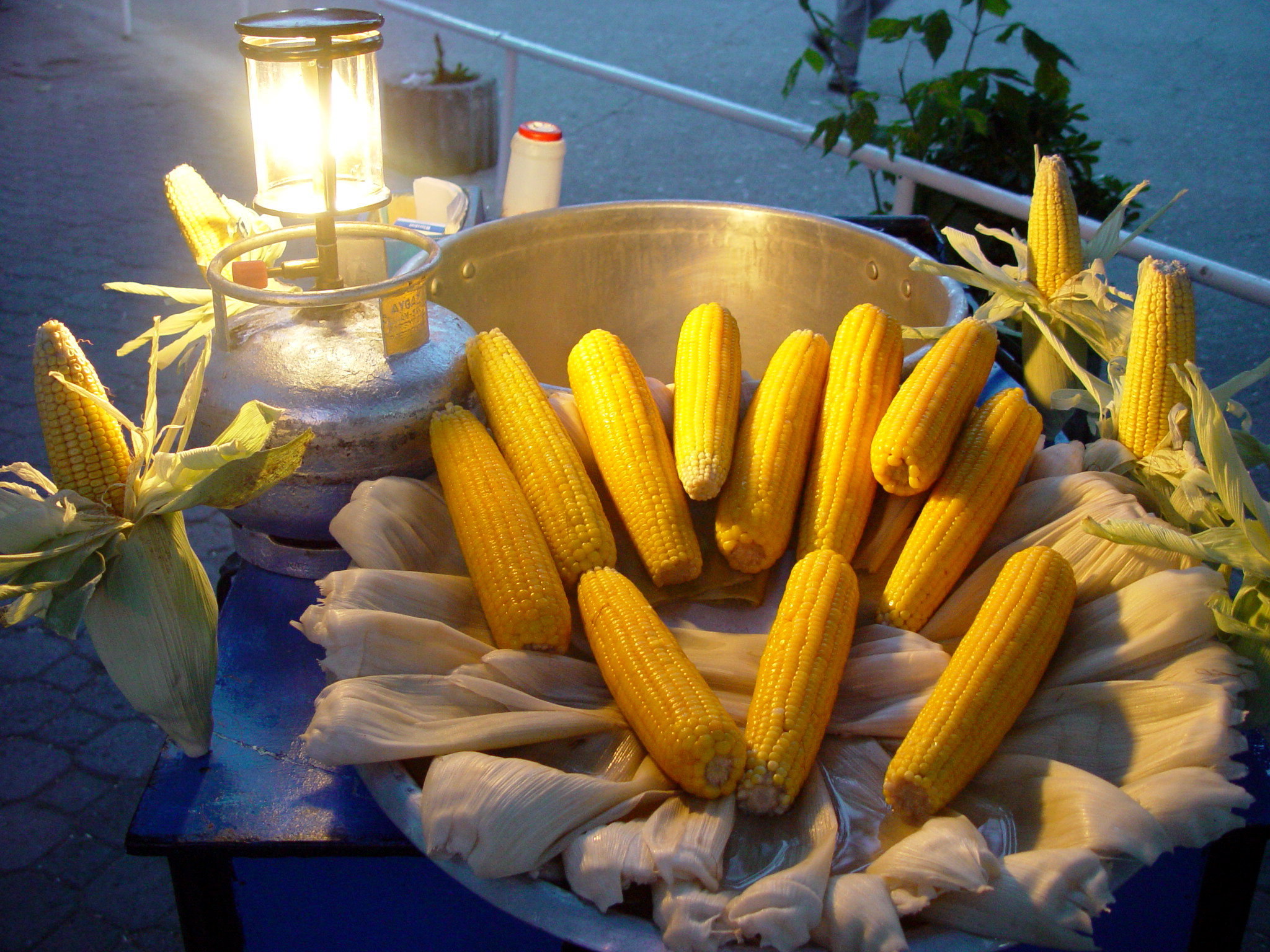
찐 통옥수수
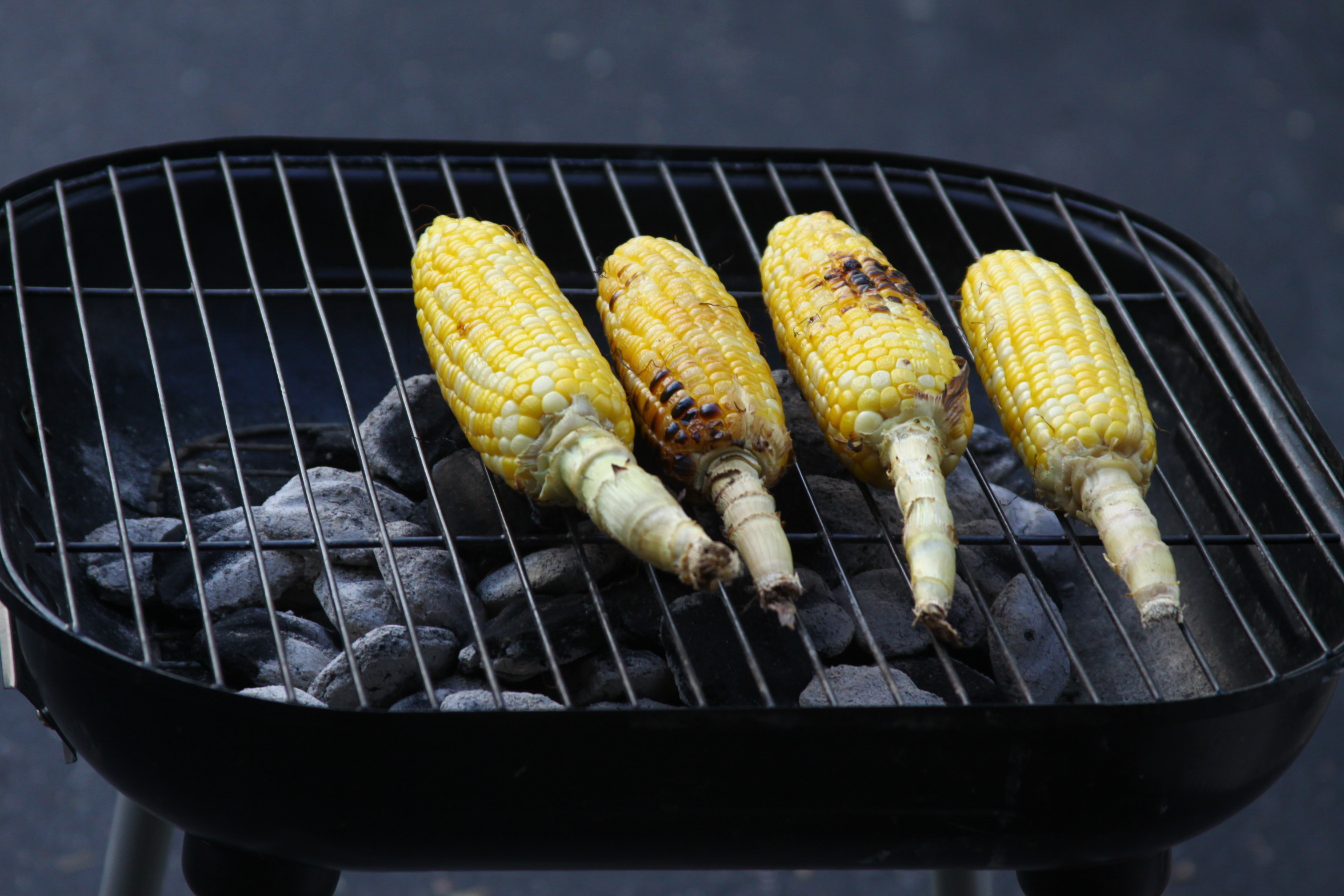
구운 통옥수수
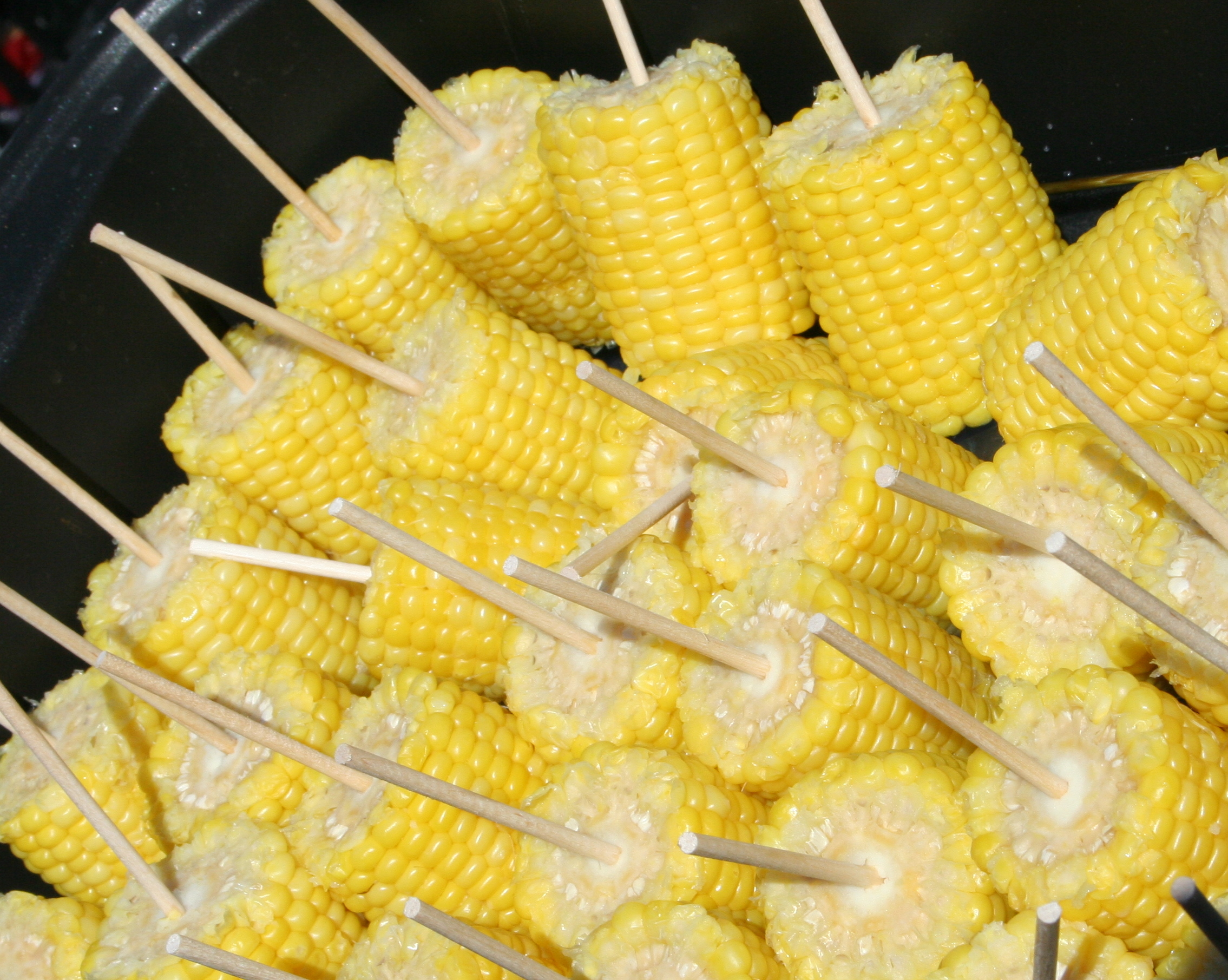
통옥수수꼬치

## 같이 보기
- 콘도그
- 옥수수
- 사탕옥수수